# Керкенна
Керкенна або Керкенські острови (араб. جزر قرقنة) — група островів у Середземному морі, на східному узбережжі Тунісу в затоці Габес. Площа архіпелагу — 160 км². Складається з двох великих островів Гарбі (Західний) та Шергі (Східний) та ряду малих незаселених островів.
Населення — 14 400 жителів. Головний населений пункт — Рамла (на о. Шергі).

## Транспорт
Головний шлях до островів — пором з м. Сфакс. На головних островах прокладена автомобільна дорога, популярні таксі та рейсові автобуси.